# Pidonia flaccidissima
Pidonia flaccidissima är en skalbaggsart som beskrevs av Mikio Kuboki 1994. Pidonia flaccidissima ingår i släktet Pidonia och familjen långhorningar.
Artens utbredningsområde är Taiwan. Inga underarter finns listade i Catalogue of Life.